# 唐津市立湊小学校
唐津市立湊小学校（からつしりつ みなとしょうがっこう）は佐賀県唐津市湊町にある公立小学校。

## 概要
歴史
1876年（明治9年）に創立。数回の改編・改称を経て、現校名になったのは湊村が唐津市に編入された1954年（昭和29年）。2021年（令和3年）に創立145周年を迎えた。
校章
海をデザインしたものを背景にして、中央に校名の「湊」の文字を置いている。
校歌
歌詞は3番まであり、各番とも最後が校名の「湊小」で終わる。
通学区域
住所表記で唐津市の後に「湊町、相賀、屋形石、横野、中里、神集島」が続く地域。
中学校区は唐津市立湊中学校。

## 沿革
湊小学校
- 1876年（明治9年） - 湊・屋形石・横野・中野の4村合併により湊村が発足。「湊小学校」が創立。後に「尋常湊小学校」に改称。
- 1882年（明治25年）4月 - 「湊尋常小学校」に改称。
- 1898年（明治31年）3月 - 神集島尋常小学校を統合の上、神集島分校とする。
- 1908年（明治41年）- 小学校令改正により、義務教育年限が4年から6年に延長される。このため、尋常科5年および尋常科6年を新設。
- 実施年不明 - 高等科を設置の上、「湊尋常高等小学校」に改称。
- 1937年（昭和12年）4月1日 - 神集島分校が分離の上、神集島尋常高等小学校として独立。
- 1941年（昭和16年）4月1日 - 国民学校令の施行により、「湊村湊国民学校」に改称。尋常科を初等科に改める（初等科6年）。
- 1947年（昭和22年）4月1日 - 学制改革（六・三制の実施）により、国民学校初等科は「湊村立湊小学校」に改編・改称。 
  - 国民学校高等科生徒は新制中学校「湊村立湊中学校」に改編され、小学校に併設される。
- 1951年（昭和26年）- 屋形石分校を移転。
- 1954年（昭和29年）11月1日 - 湊村が唐津市に編入されたことにより、「唐津市立湊小学校」（現校名）に改称。
- 1960年（昭和35年）3月 - 新校舎が完成。
- 1971年（昭和46年）3月31日 - 屋形石分校を廃止。

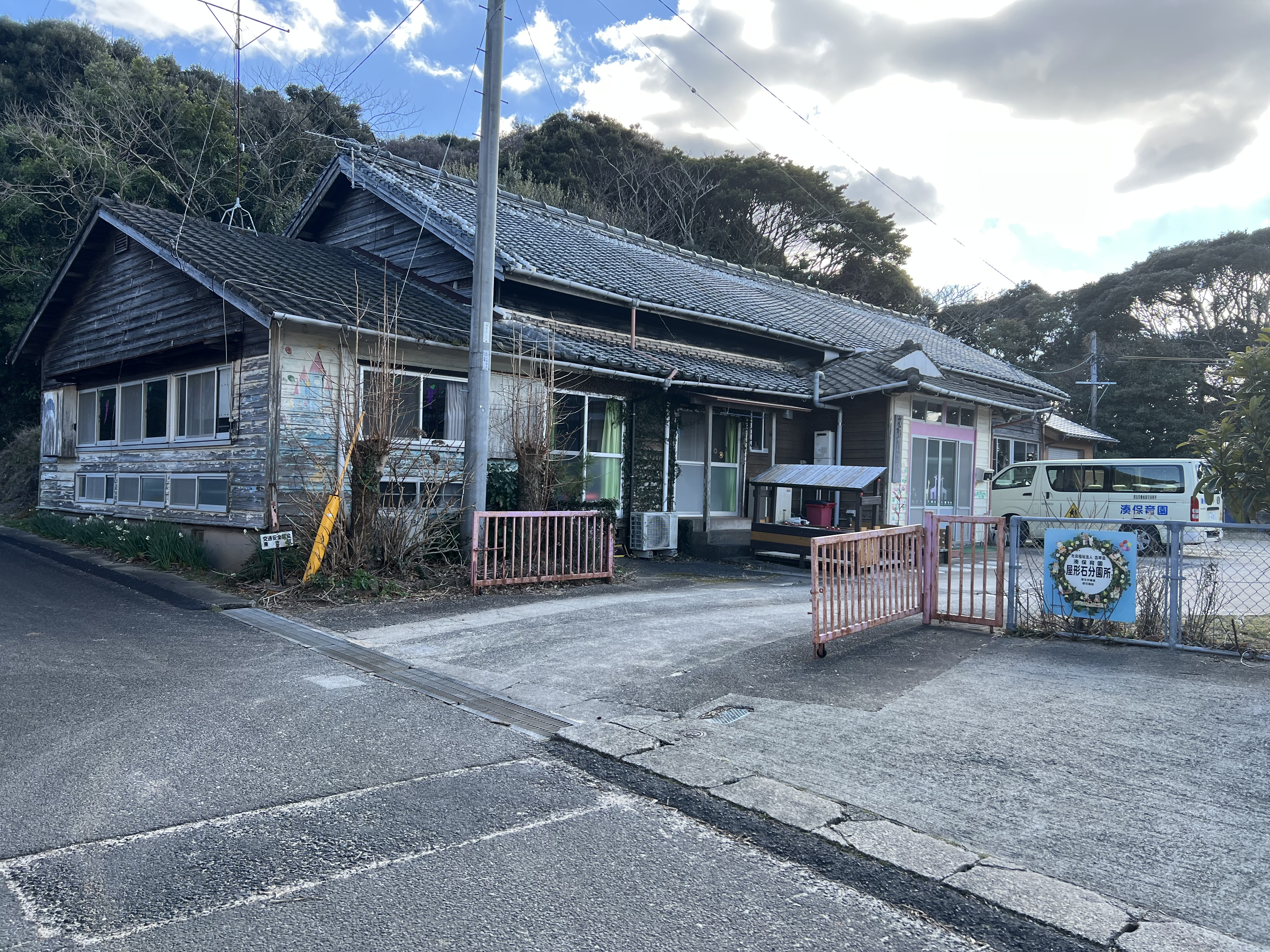
旧・屋形石分校跡

- 2011年（平成23年）3月31日 - 唐津市立神集島小学校を統合。

旧・神集島小学校（神集島の読みは「かしわじま」）

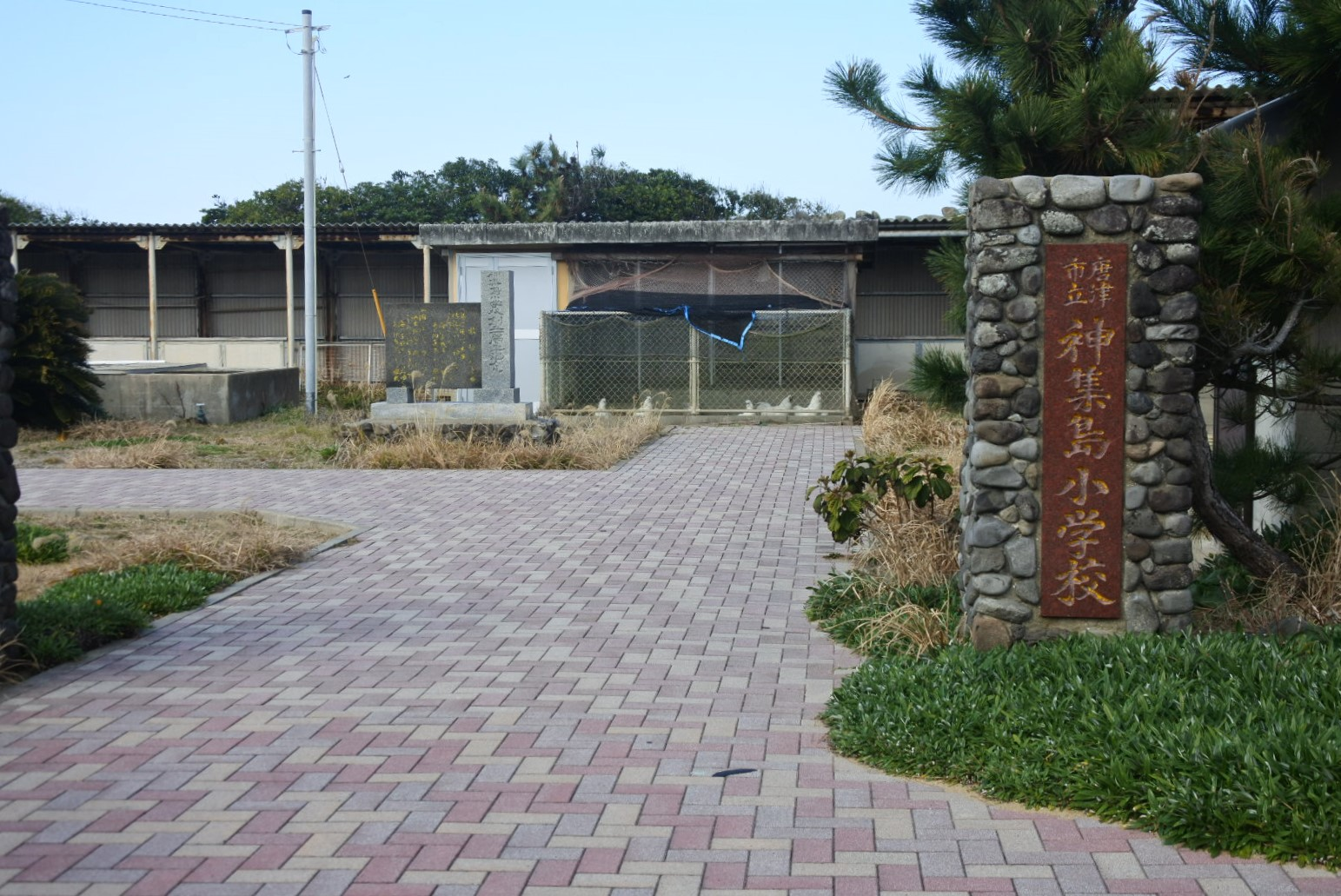
神集島小学校跡

- 1875年（明治8年）9月 - 「神集島小学校」が創立。後に「尋常神集島小学校」・「神集島尋常小学校」に改称。
- 1898年（明治31年）3月 - 統合により、「湊尋常小学校 神集島分校」となる。
- 実施時期不明 - 「湊尋常高等小学校 神集島分校」となる。
- 1937年（昭和12年）4月1日 - 湊尋常高等小学校より分離の上、「神集島尋常高等小学校」として独立。
- 1941年（昭和16年）4月1日 - 国民学校令の施行により、「湊村神集島国民学校」に改称。尋常科を初等科に改める。
- 1947年（昭和22年）4月1日 - 学制改革により、初等科が「湊村立神集島小学校」に改編・改称される。
  - 高等科は新制中学校「湊村立神集島中学校」に改編され、小学校に併設される。
- 1954年（昭和29年）11月1日 - 湊村が唐津市に編入されたことにより、「唐津市立神集島小学校」（最終名）に改称。
- 2004年（平成16年）3月31日 - 併設の唐津市立神集島中学校が閉校。これにより、小学校卒業生は定期船を利用して唐津市立湊中学校に通学することとなる。
- 2011年（平成23年）3月31日 - 唐津市立湊小学校への統合により、閉校。126年の歴史に幕を閉じる。

## アクセス
最寄りのバス停留所
- 昭和自動車 「湊公民館前」停留所

最寄りの幹線道路
- 国道204号
- 国道382号

## 周辺
- 唐津市立湊中学校
- 湊郵便局

## 参考資料
- 「唐津市史」（1962年（昭和37年）8月, 唐津市史編纂員会）p. 1188

## 関連事項
- 佐賀県小学校一覧